# Сант'Анджело ин Вадо
Сант'А̀нджело ин Ва̀до (на италиански: Sant'Angelo in Vado, на местен диалект Sant'Angël, Сант'Анджел) е малко градче и община в Централна Италия, провинция Пезаро и Урбино, регион Марке. Разположено е на 359 m надморска височина. Населението на общината е 4138 души (към 2010 г.).